# Polythene Pam
«Polythene Pam» es una canción escrita por John Lennon, acreditada a Lennon/McCartney, e interpretada por The Beatles en su último álbum Abbey Road. La canción forma parte del "medley" o popurrí de canciones que comienza con "You Never Give Me Your Money" en la cara B del álbum.

## Antecedentes y composición
La canción apareció por primera vez durante las sesiones de creación del álbum The Beatles, que tuvieron lugar en Kinfauns, la casa que George Harrison poseía en Esher, Inglaterra. Algunas grabaciones de estas sesiones se pueden encontrar en Anthology 3. En The Beatles Anthology Lennon describió esta canción, junto con "Mean Mr. Mustard", como "un poco de basura que escribí en la India". Él mismo, en 1980, recordó haber conocido a una chica que vestía ropa de polietileno ("Polythene" es en inglés una contracción de la palabra "polyethylene", que significa polietileno, un compuesto plástico), aunque no "botas militares" ni "falda escocesa", que son las otras características de la chica descrita en la canción. También recordó haber mantenido "relaciones sexuales pervertidas dentro de una bolsa de polietileno".
El nombre "Polythene Pam" vino del apodo de una fan de The Beatles de los días del "Cavern Club", llamada Pat Hodgett (ahora Dawson), que a menudo se comía cosas de polietileno. Se hizo conocida como "Polietileno Pat". Ella dijo en una entrevista: "Yo solía comer polietileno todo el tiempo. Lo ataba en nudos y luego me lo comía. A veces incluso solía quemarlo y luego comerlo cuando se enfriaba."

## Inserción en Abbey Road
En el álbum Abbey Road, la canción está enlazada musicalmente con la canción anterior, "Mean Mr. Mustard",ya que no hay pausa entre una y otra.(Entre ambas estuvo situada originalmente la canción "Her Majesty" que posteriormente sería trasladada al final de esa cara B del álbum). Las dos canciones están también vinculadas de forma narrativa, pues en "Mean Mr. Mustard" se menciona que el personaje del título tiene una hermana llamada Pam. Originalmente, la línea de la canción " Su hermana Pam ..." decía "Su hermana Shirley ...", pero Lennon cambió la línea para contribuir a la continuidad del medley de Abbey Road. 
En el segundo 0:45, alguien toma una pandereta y, en el canal derecho, se escucha decir a Paul McCartney "Sí", mientras Lennon dice: "Genial". En su composición, "Polythene Pam" termina con las notas finales del solo de guitarra, momento en que Lennon dice: "Vamos a escuchar ahora". Lennon se ríe, seguido de "Oh, ¡cuidado!" y de repente, casi inaudible, "Usted debe ..." antes de la transición que da paso a  la siguiente canción, "She Came in Through the Bathroom Window".

## Versiones
En 1976, Roy Wood, de Electric Light Orchestra grabó la canción para el documental musical All This and World War II. En 1999, Atom and His Package grabó una versión de la canción en el álbum "Making Love" con letras alteradas como "P.P. (Doo-Doo)".
En su gira  "Hello New York" en 2009, Paul McCartney cambió la letra de la canción "Band On The Run", cantando "Polythene Pam and Sailor Sam, were searching everyone" en lugar de la letra original, que es "And the Jailor man, and Sailor Sam, were searching everyone".

## Personal[2]
- John Lennon: Voz, guitarra acústica de 12 cuerdas (Framus Hootenanny 5/024).
- Paul McCartney: Bajo (Rickenbacker 4001s), coros.
- George Harrison: Guitarra líder (Gibson Les Paul Standard "Lucy"), coros.
- Ringo Starr: batería (Ludwig Hollywood Maple), pandereta, maracas, cencerro.